# Cox Nunatak
Il Cox Nunatak (in lingua inglese: Nunatak Cox) è un nunatak, o picco roccioso isolato, alto 795 m, situato 2 km a sud del Rankine Rock, nel settore nordorientale del Dufek Massif, nei Monti Pensacola in Antartide. 
Il nunatak è stato mappato dall'United States Geological Survey (USGS) sulla base di rilevazioni e foto aeree scattate dalla U.S. Navy nel periodo 1956-66.
La denominazione è stata assegnata dall'Advisory Committee on Antarctic Names (US-ACAN) in onore di Walter M. Cox, fotografo del gruppo che passò l'inverno del 1957 presso la Stazione Ellsworth.